# Neosatyrus shajouscoii
Neosatyrus shajouscoii är en fjärilsart som beskrevs av Hayward. Neosatyrus shajouscoii ingår i släktet Neosatyrus och familjen praktfjärilar. Inga underarter finns listade i Catalogue of Life.